# Cangrejeros de Monagas
Cangrejeros de Monagas es un equipo profesional de baloncesto venezolano con sede en Maturín, Estado Monagas. Compiten en la Conferencia Oriental de la Superliga Profesional de Baloncesto (SPB) y disputan sus partidos como locales en el Gimnasio Gilberto Roque Morales.
Este equipo pertenece al conglomerado deportivo Fundación Cangrejeros Sport Club que agrupa, junto a este equipo los conjuntos Cangrejos de Monagas, quien disputa la Liga Nacional Femenina de Baloncesto de Venezuela y los Cangrejeros de Guiria, equipo que milita en la Tercera División de la Liga Nacional de Baloncesto de Venezuela.

## Historia
Fundados como «Cangrejeros de Güiria» en 2013, tuvo un exitoso paso por la tercera y segunda división de la Liga Nacional de Baloncesto. En 2016 consiguen el ascenso a la primera división y se mudaron a la ciudad de Maturín, donde además cambiaron de denominación. Fueron subcampeones durante la LNB 1 2017, al caer en la final frente al conjunto de Guaros de Lara.

## Pabellón
El gimnasio Gilberto Roque Morales es un domo o pabellón multiusos ubicado en el municipio Maturín de la ciudad del  mismo nombre, capital del oriental estado Monagas. Forma parte del Complejo Polideportivo de Maturín. Tiene una capacidad para albergar hasta 3500 espectadores.

## Jugadores

### Plantilla 2022
| Num                                | Nac.                      | Jugador              | Pos | Altura | Edad    |
|                                    | Bandera de Venezuela      | Carlos Gascón        | B   | 1,78 m | 34 años |
|                                    | Bandera de Venezuela      | Bryant Duran         | B   | 1,80 m | 25 años |
|                                    | Bandera de Estados Unidos | Lysander Bracey      | E   | 1,95 m | 29 años |
|                                    | Bandera de Estados Unidos | Menas Stephens       | E   | 1,98 m | 32 años |
|                                    | Bandera de Estados Unidos | Eric Frederick       | A   | 2,03 m | 35 años |
|                                    | Bandera de Estados Unidos | Nicholas Wadell      | A   | 2,01 m | 37 años |
|                                    | Bandera de Venezuela      | Carlos García        | A   | 1,95 m | 30 años |
|                                    | Bandera de Venezuela      | Ludwing Irazabal Jr. | A   | 1,96 m | 26 años |
|                                    | Bandera de Venezuela      | Diego Martínez       | A   | 1,92 m | 28 años |
|                                    | Bandera de Venezuela      | Neill Ojeda          | A   | 1,97 m | 34 años |
|                                    | Bandera de Venezuela      | Erick Rodríguez      | AP  | 2,01 m | 26 años |
|                                    | Bandera de Venezuela      | Alí Mata             | AP  | 2,05 m | 27 años |
| Entrenador: Bernardo Fitz-González |                           |                      |     |        |         |

## Palmarés
- Liga Nacional de Baloncesto de Venezuela:
  - Subcampeón (1): 2017.